# Mirza Khan
Pour les articles homonymes, voir Khan (homonymie).
Mirza Khan (en ourdou : مرزا خان), né le 15 décembre 1924 et mort le 26 janvier 2022 à Attock, est un athlète pakistanais pratiquant les courses de haies.

## Carrière
Mirza Khan, militaire de l'Armée pakistanaise, intègre l'équipe nationale d'athlétisme en 1950. Il dispute les séries du 400 mètres haies ainsi que du 4 x 400 mètres aux Jeux olympiques d'été de 1952 à Helsinki, et est éliminé à l'issue des deux épreuves. Il est ensuite médaillé d'or du 400 mètres haies aux Jeux asiatiques de 1954 à Manille et éliminé en demi-finales du 440 yards haies aux Jeux de l'Empire britannique et du Commonwealth de 1954 à Vancouver.